# SN 2001je
SN 2001je – supernowa odkryta 9 grudnia 2001 roku w galaktyce A022756+0025. W momencie odkrycia miała maksymalną jasność 22,90m.